# 합천 대목리 수암정
합천 대목리 수암정(陜川 大目里 修巖亭)은 대한민국 경상남도 합천군 대양면 대목리에 있는 일제강점기의 건축물이다. 2011년 2월 24일 경상남도의 문화재자료 제527호로 지정되었다.

## 개요
심능백(沈能百, 1783∼1862)의 자는 만원(萬元)이고, 호는 수암(修巖)이고 청송(淸松)인이며 사림처사이다.
수암정은 초창 년대는 알 수 없으나 심능백이 수암정자(修巖亭子)를 현재 수암정이 위치한 500m 아래쪽에 건립하였으나 정자가 오래되어 심능백의 증손 심종환(沈鍾煥, 1876∼1933, 자는 맹뢰(孟雷), 호는 수강(守岡))이 이건 중창한 것이며, 《수암정시집》 제1권에 수록된 상량문에 1914년 4월에 상량하였다고 기록되어 있고, 수암정기(修巖亭記)에 1917년 봄에 인주 장석영(仁州 張錫英) 기록한 것으로 보아 1914년 시작하여 3년 후에 1917년 봄에 완공한 것으로 보인다.
건물의 배치는 동향으로 정면3칸 측면2칸 팔작지붕이며 우측에는 방을 두고 좌측과 정면에는 누마루 형식을 갖추고 있으며 가구구조는 납작도리 형식으로 되어 있다.

## 참고 자료
- 합천 대목리 수암정 - 국가유산청 국가유산포털